# Буза-Кетун
Буза-Кетун (рум. Buza Cătun) — село у повіті Бистриця-Несеуд в Румунії. Входить до складу комуни Кіокіш.
Село розташоване на відстані 315 км на північний захід від Бухареста, 31 км на південний захід від Бистриці, 48 км на північний схід від Клуж-Напоки.

## Населення
За даними перепису населення 2002 року у селі проживали 172 особи. Рідною мовою 168 осіб (97,7%) назвали румунську.
Національний склад населення села:
| Національність | Кількість осіб | Відсоток |
| -------------- | -------------- | -------- |
| румуни         | 150            | 87,2%    |
| угорці         | 11             | 6,4%     |
| цигани         | 11             | 6,4%     |